# Henry Pelham
Henry Pelham (ur. 25 września 1694 w Laughton w hrabstwie Sussex, zm. 6 marca 1754 w Londynie) – brytyjski polityk z partii wigów, premier Wielkiej Brytanii w latach 1743–1754.

## Wczesne lata życia

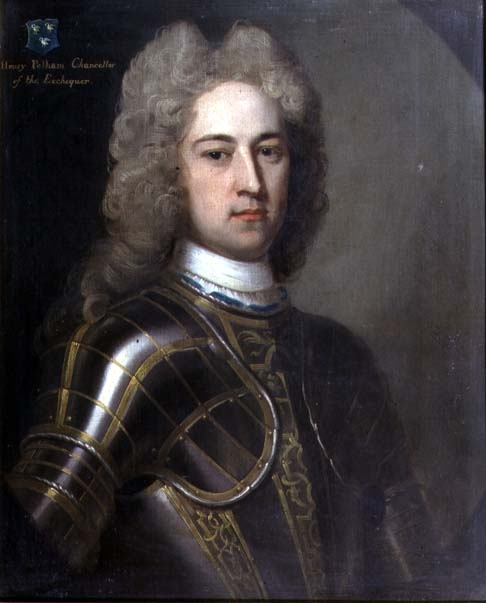
Młody Henry Pelham ok. 1720 r.

Był młodszym synem Thomasa Pelhama, 1. barona Pelham, i lady Grace Holles, córki 3. hrabiego Clare. Jego starszym bratem był Thomas Pelham-Holles, 1. książę Newcastle. Henry odebrał wykształcenie w Westminster School oraz w Hart Hall na Uniwersytecie Oksfordzkim, gdzie do dziś działa założone na jego cześć Sir Henry Pelham Gentlemen’s Sporting Society.
Pelham służył jako ochotnik w pułku Dormer’s regiment i brał udział w bitwie pod Preston w 1715 r. podczas powstania 1715 r. Następnie spędził dwa lata na kontynencie, a w 1717 r. został wybrany do Izby Gmin z okręgu Seaford w hrabstwie Sussex, który to okręg reprezentował do 1722 r., kiedy uzyskał mandat z okręgu Sussex, który reprezentował aż do śmierci.

## Kariera polityczna

### Początki
Dzięki poparciu Roberta Walpole’a Pelham został w 1721 r. lordem Skarbu (Lord of the Treasury), a w 1724 r. sekretarzem ds. wojny. Od 1730 r. był płacmistrzem armii. Pelham i Walpole byli obaj współzałożycielami słynnego przytułku Foundling Hospital, otwartego w 1739 r.
Henry Pelham sprawował urząd premiera Wielkiej Brytanii w okresie od 14 lutego 1743 r. aż do swojej śmierci. Przez pierwszy rok faktyczna władza należała do ministra północnego departamentu lorda Cartereta, który wykorzystywał przez dwa lata słabość króla Jerzego II do wojaczki i wspierania Austrii, a zwłaszcza cesarzowej Marii Teresy.

### Na czele brytyjskiego rządu
Carteret utracił łaski królewskie i został usunięty z gabinetu w listopadzie 1744 r. Od dymisji Cartereta Pelham był jedynym panem politycznej sytuacji, lecz odziedziczył też po nim problem, jakim była rozpoczęta w 1741 r. wojna o sukcesję austriacką. Pelham, osobiście zwolennik pokoju, prowadził działania wojenne bez przekonania i bez większych sukcesów. W 1746 r. król Jerzy próbował zastąpić Pelhama lordem Bath, ale nowy kandydat na szefa rządu nie uzyskał poparcia w parlamencie.
W 1749 r. przyjęto Consolidation Act, który stanowił podstawę reorganizacji Royal Navy. 20 marca 1751 r. dokonano reformy kalendarza, ustalając początek roku na dzień 1 stycznia. Rok później Wielka Brytania przyjęła kalendarz gregoriański. Jedną z ostatnich ustaw wydanych z inicjatywy Pelhama był Marriage Act z 1753 r., określający minimalny wiek wymagany do tego, by małżeństwo było legalne. W czasie jego urzędowania stłumiono jakobickie powstanie Młodszego Pretendenta (1746) oraz utworzono British Museum (1753).
Jako zwolennik i uczeń polityczny Roberta Walpole’a, Pelham naśladował jako premier jego politykę zdobywania poparcia w parlamencie za pomocą rozdawania urzędów i pieniędzy. Zmarł w 1754 r. Jego brat, książę Newcastle, zastąpił go na stanowisku premiera.

## Rodzina
29 października 1726 r. poślubił lady Catherine Manners (zm. 18 lutego 1780), córkę Johna Mannersa, 2. księcia Rutland, i Catherine Russell, córki Williama Russella. Henry i Catherine mieli razem ośmioro dzieci, m.in.:
- Catherine Pelham (24 lipca 1727 – 27 lipca 1760), żona Henry’ego Clintona, 2. księcia Newcastle, miała dzieci
- Grace Pelham (18 sierpnia 1728 – 31 lipca 1777), żona Lewisa Watsona, 1. barona Sondes, nie miała dzieci